# Fets del Palau de la Música

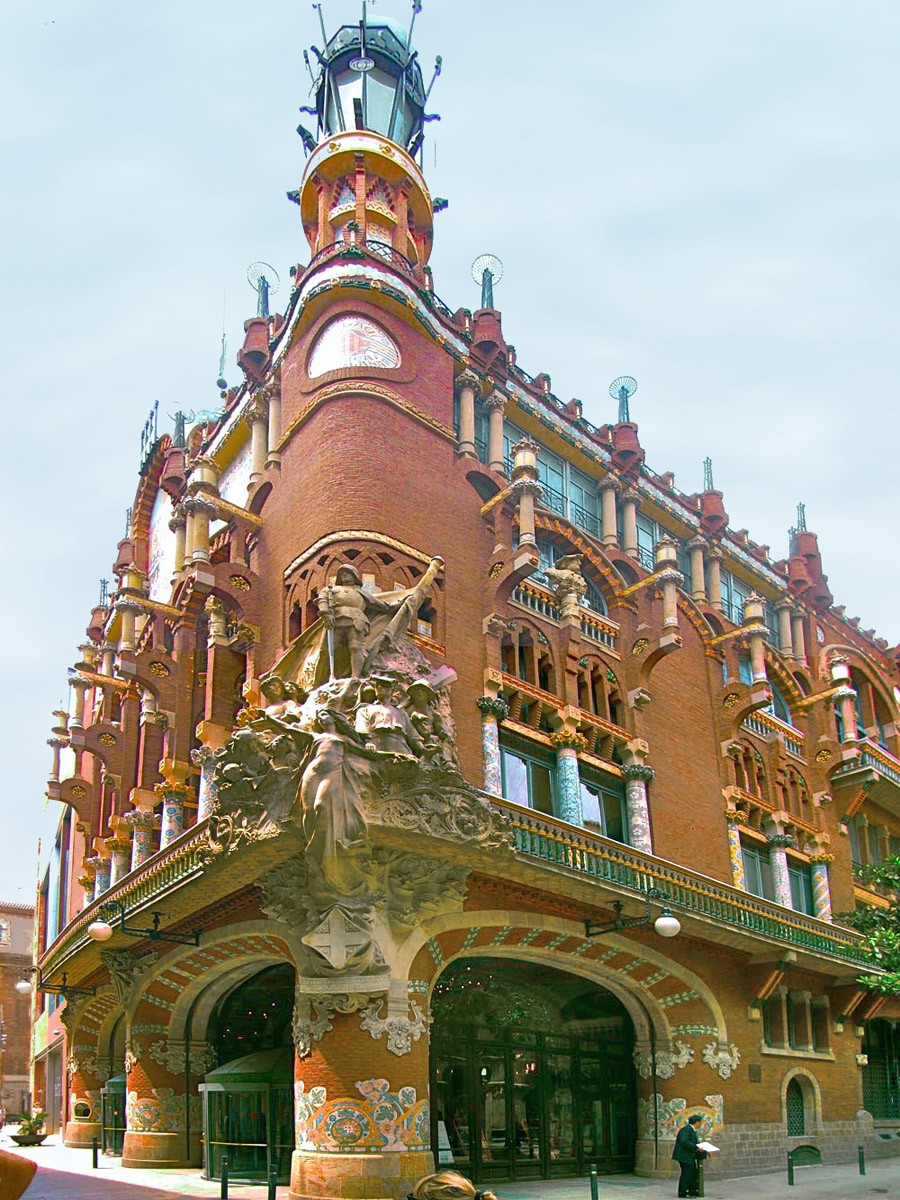
Palau de la Música Catalana, on van tenir lloc els fets del Palau de 1960, 51 anys després que allí mateix s'aprovés el primer projecte d'Estatut d'Autonomia de Catalunya proposat per la Mancomunitat de Catalunya.

Els fets del Palau de la Música es van produir al Palau de la Música Catalana de Barcelona el 19 de maig de 1960 durant l'homenatge del centenari del naixement del poeta català Joan Maragall organitzat per l'Orfeó Català amb presència de ministres de Franco. Són considerats com l'inici del renaixement del catalanisme polític després de la Guerra Civil espanyola i l'inici de la carrera política de Jordi Pujol, futur president de la Generalitat de Catalunya.
L'homenatge va tenir no solament ressò musical, sinó també cívic, a causa dels aldarulls produïts arran de la prohibició governativa d'interpretar El cant de la Senyera. Aquest dia l'Orfeó no va interpretar El cant de la Senyera, però una part del públic sí. Entre els diversos detinguts hi havia el futur president de la Generalitat de Catalunya Jordi Pujol, que tot i no ser al Palau era un dels organitzadors de la protesta, i que va ser sotmès a un consell de guerra per raó del qual va anar a la presó.

## Història
La dictadura de Francisco Franco havia planejat una sèrie de concessions, patrocinades per l'alcalde barceloní Josep Maria de Porcioles, per congraciar-se amb certs sectors de l'opinió pública catalana. Amb tal finalitat, havia anunciat la concessió d'una carta municipal a Barcelona (cosa que permetria certa autonomia municipal), la cessió del castell de Montjuïc al municipi, la compilació del codi civil català i la celebració oficial del centenari del poeta Joan Maragall, tot això en el marc d'una visita del mateix Franco a Barcelona.
No obstant això, aquests gestos d'aparent obertura van ser posats en evidència quan es prohibí, en un concert que donaria al Palau de la Música l'Orfeó Català, la interpretació del Cant de la Senyera, obra del mateix Maragall, amb el qual tradicionalment s'havien finalitzat les audicions corals; inicialment estava previst al programa però fou exclosa uns dies abans pel governador civil de Barcelona Felipe Acedo Colunga. El sector més activista de l'organització Cristians Catalans, moviment cultural catalanista sorgit el 1954, que havia dirigit un reeixit boicot contra el director del diari La Vanguardia uns mesos abans, va organitzar una manifestació per a aquest concert que s'anava a celebrar el 19 de maig de 1960.
Tan sols iniciar-se l'acte, un grup de joves es va aixecar per entonar el Cant de la Senyera i llançà unes octavetes titulades Us presentem el General Franco el text del qual havia escrit Jordi Pujol. Immediatament van començar les detencions. Jordi Pujol, de trenta anys, el qual no era present a l'acte, va ser alertat a les dues del matí perquè s'ocultés; tanmateix, la seva esposa Marta Ferrusola l'empenyé a no fer-ho. Pujol va ser sotmès a un consell de guerra que el va condemnar a set anys de presó, dels quals en va complir tres.
Jordi Pujol declararia uns anys més tard que els fets del Palau van ser la primera victòria del catalanisme contra el franquisme.